# Успение Богородично (Кленоец)
„Успение Богородично или „Света Богородица“ (на македонска литературна норма: „Света Богородица“) е възрожденска църква в кичевското село Кленоец, Северна Македония. Църквата е част от Кичевското архиерейско наместничество на Дебърско-Кичевската епархия на Македонската православна църква – Охридска архиепископия.
Църквата е гробищен храм, разположен на километър източно от селото. Изградена е в XIX век. Иконостасът е изработен в 1913 година от майстори от мияшките села.